# Фенгари
Фенгари (греч. Φεγγάρι — «луна, месяц»), также Мармара (Μαρμαρά — «мрамор»), прежде Саос (др.-греч. Σάος), Саон (Σάων) и Саока (Саоке, Σαώκη) — гора в Греции, занимает центральную часть острова Самотраки в северо-восточной части Эгейского моря. Высота 1600 м над уровнем моря (по другим данным 1586 м). Является высочайшей точкой в восточной части Эгейского моря, уступает лишь горам Крита и Эвбеи. В античное время гора служила ориентиром для моряков.
По легенде Посейдон сидел на вершине горы, наблюдая за ходом Троянской войны.
В древности гору называли Саон, Саос или Саока, а остров до колонизации самосцами по имени фракийцев из племени сайев (Σάιοι) носил название Саоннес или Саонида — «остров Саона». По легенде Саон объединил поселения Самофракии, установил законы и назвал остров своим именем.